# Niccolò Oddi
Niccolò Oddi, né le 26 septembre 1715 à Pérouse (Italie) et décédé le 25 mai 1767 à Arezzo (Italie), est un diplomate et nonce apostolique proche collaborateur du pape Clément XIII. Neveu du cardinal Giacomo Oddi, il est lui-même créé cardinal en 1766. Il fait sa profession religieuse comme jésuite quelques jours avant sa mort.

## Biographie
Oddi exerce des fonctions au sein de la Curie romaine, notamment au Tribunal suprême de la Signature apostolique. Comme membre de la curie des États pontificaux, il est nommé archevêque titulaire de Trajanopolis (de) en 1754 et est consacré par Giacomo Oddi avec comme co-consécrateurs Giacinto Silvestri et Sante Lanucci (it). Il est envoyé comme nonce apostolique à Cologne puis en Suisse de 1759 à 1760.
À la fin de la guerre de Sept Ans, en 1763, l’élection d’un nouvel empereur réunit les grands électeurs à la Diète de Francfort. Oddi (devenu archevêque de Ravenne), que sa connaissance de l’allemand et talents de diplomate avaient rendu acceptable aux milieux germaniques, est envoyé par Clément XIII comme ‘nonce extraordinaire’ (14 janvier 1764) à cette diète qui élit Joseph II d'Autriche comme empereur romain germanique.
Oddi avait également reçu du pape la mission délicate d’obtenir des évêques présents à la Diète qu’ils condamnent et suppriment le livre dit Febronius écrit (sous le pseudonyme de « Justinius Febronius ») par l’évêque auxiliaire de Trèves, Johann von Hontheim. Dans le but de faciliter la réconciliation avec les protestants Hontheim proposait une réduction radicale du pouvoir monarchique de la papauté. Le « Fébronianisme » avait un succès qui inquiétait Clément XIII. Agissant avec tact et méthode auprès d’évêques allemands peu disposés à condamner un des leurs, Oddi les convainc que le fébronianisme concerne également les droits et intérêts de leurs diocèses. Il parvient ainsi à coordonner une opposition organisée aux nouvelles théories culminant avec la publication en 1767 de l’Anti-Febronio, du jésuite italien Francesco Zaccaria.
Le 26 septembre 1766 Clément XIII crée 14 nouveaux cardinaux, tous italiens. Niccolo Oddi est parmi eux. Étant donné la présence du cardinal Giacomo Oddi, son oncle, dans le collège cardinalice, Niccolo Oddi nécessite une dispense qu’il obtient du pape.
À la suite de cette promotion, l’ambassadeur de Vienne à la cour pontificale écrit à propos de Niccolo Oddi : « 51 ans ; pas vraiment un homme de littérature, mais très habile et au fait des cours européennes. Son caractère, ses manières plaisantes, sa modération et son honnêteté le rendent très agréable à tout qui a rapport avec lui »
Niccolo Oddi meurt à Arezzo (Italie) le 25 mai 1767 : il a 52 ans. Quelques jours avant sa mort il obtient la permission de faire sa profession religieuse comme jésuite, un geste étonnant à une époque où la Compagnie de Jésus a mauvaise presse, même à la cour pontificale, et est chassée de la plupart des pays d’Europe pour être finalement supprimée six ans plus tard.